# Michael Olheiser
Michael Olheiser (* 23. Januar 1975 in Forest Lake) ist ein US-amerikanischer Straßenradrennfahrer.
Michael Olheiser gewann 2006 eine Etappe beim Mississippi Grand Prix und entschied auch die Gesamtwertung für sich. In der Saison 2008 war er mit dem Herring Gas Cycling Team bei einem Teilstück der Tour of Belize erfolgreich. Außerdem gewann er im selben Jahr eine Etappe des Edgar Soto Memorial, das Avery Trace Cycling Classic, zwei Etappen beim Smith & Nephew/Marx & Bensdorf Gran Prix und eine Etappe, sowie die Gesamtwertung beim River Gorge Omnium. Im Jahr darauf war er beim Prolog des Mount Hood Classic siegreich, er gewann wieder zwei Tagesabschnitte beim Smith & Nephew/Marx & Bensdorf Gran Prix und eine Etappe der Tour of Southland. 2012 gewann er eine Etappe der Rutas de América.

## Erfolge
2008
- eine Etappe Tour of Belize

2009
- eine Etappe Tour of Southland

2010
- (Elite ohne Kontrakt) – Straßenrennen
- (Elite ohne Kontrakt) – Einzelzeitfahren

2012
- eine Etappe Rutas de América

2016
- eine Etappe Vuelta a la Independencia Nacional

## Teams
- 2012 Competitive Cyclist Racing Team
- 2013 Cash Call Mortgage
- 2014 InCycle-Predator Components Cycling Team
- 2015 Lupus Racing Team
- 2016 Lupus Racing Team